# Trivor
Trivor je hora v pohoří Karákóram vysoká 7 577 m n. m. Leží v oblasti Gilgit-Baltistán v Pákistánu.

## Prvovýstup
Došlo pouze k dvěma úspěšným výstupům na vrchol. První výstup byl v roce 1960 britsko-americkou expedicí.